# 대니 (1975년)
대니(본명: 신정환, 1975년 5월 3일 ~ )는 1995년부터 1997년까지 댄스 팝 음악 그룹 어스(Us)에서 보컬리스트 겸 래퍼로 활동한 바 있는 미국 시민권자 신분의 대한민국의 가수 겸 작곡가이다.
1995년부터 1997년까지 어스의 보컬리스트 겸 래퍼로 활동하였고 1998년에는 R&B 음악 그룹 업타운(Uptown)의 음반에도 래퍼와 랩 메이커로 참여한 바 있다.